# 아라키역 (지바현)
아라키역(일본어: 新木駅, あらきえき)은 일본 지바현 아비코시에 있는 동일본 여객철도(JR 동일본) 나리타선(아비코 지선)의 철도역이다.

## 역 구조
- 섬식 승강장 1면 2선의 자상역.
- 승강장 위에 개찰구가 있고 역의 북쪽과 남쪽에 있는 출입구와 과선교로 있다.
- 2번선은 열차 교환시만 사용한다.

### 타는 곳

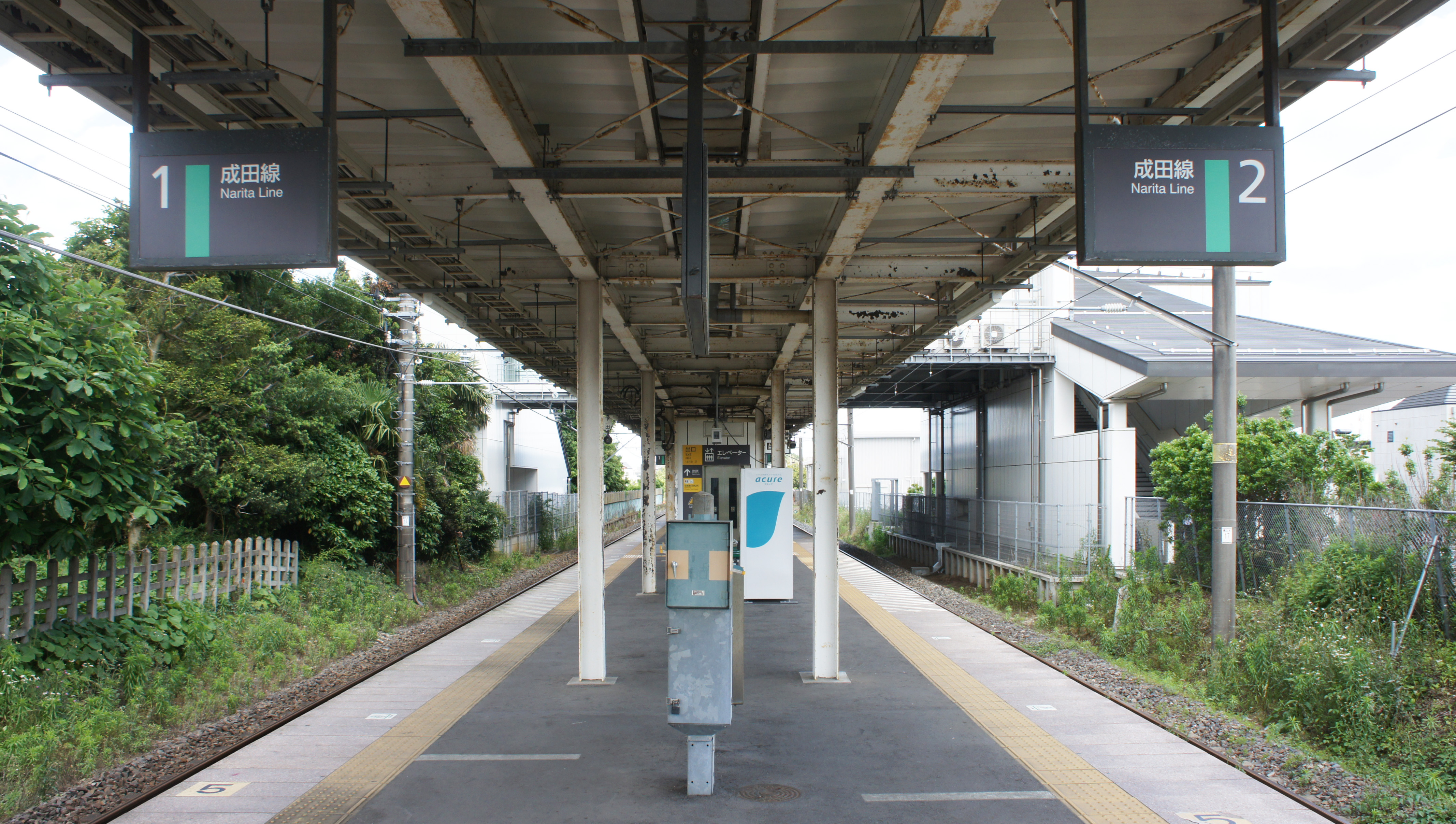
승강장

| 1 | ■ 나리타선 | 나리타 방면                       |
| 1 | ■ 나리타선 | 아비코, 우에노 방면               |
| 2 | ■ 나리타선 | 아비코, 우에노 방면 (열차 교환시) |

## 이용 상황
- 2008년도의 승차 인원은 1일 평균 3,006면이었다.

## 역사
- 1958년 4월 1일 - 일본국유철도 나리타선 고호쿠 역 - 후사역 간에 개업.
- 1987년 4월 1일 - 국철 분할 민영화에 의해 동일본 여객철도의 역이 된다.

## 인접한 역
| 동일본 여객철도 나리타선]] (아비코 지선) | 동일본 여객철도 나리타선]] (아비코 지선) | 동일본 여객철도 나리타선]] (아비코 지선) |
| ---------------------------------------- | ---------------------------------------- | ---------------------------------------- |
| 고호쿠 시나가와 방면                     | ■ 나리타선 아비코 지선                   | 후사 나리타 방면                         |